# MSISDN
Les sigles MSISDN fan referència a Mobile Station Integrated Services Digital Network, estació mòbil de la Xarxa Digital de Serveis Integrats (RDSI). El MSISDN és l'equivalent mòbil del RDSI. Usat com a valor, el MSISDN fa referència al Nombre de Subscripció RDSI de Mòbil (MSIN), la longitud màxima del qual és de 15 dígits. El MSISDN sol anar format pel codi del país seguit, del nombre d'abonat a la xarxa del telèfon. Per exemple a Espanya, el codi del país és 34, i els números de telèfon mòbil, comencen amb 6 o 7.
Existeixen xarxes de mòbils al mercat que permeten tenir més d'un MSISDN en la mateixa targeta SIM. Això permet als usuaris rebre trucades utilitzant diferents números amb un únic terminal.